# Francis-Barnett
Francis & Barnett Limited – brytyjska firma produkująca motocykle założona w 1919 przez Gordona Inglesby'ego Francisa i Arthura Barnetta z siedzibą w  Lower Ford Street w Coventry w West Midlands w Anglii. Wczesne motocykle były pieszczotliwie nazywane „Franny B” i skierowane były w rozsądnej cenie do entuzjastów motoryzacji, jako środek transportu. Większość lżejszych motocykli wykorzystywała silniki Villiers, a później Associated Motor Cycles (AMC). W latach 30. XX w. opracowano model Cruisera o pojemności 250 cm z obudowanym silnikiem, co chroniło użytkowników przed zabrudzeniem np. olejem. Była to jedna z pierwszych tego rodzaju konstrukcji. AMC przejęło Francis & Barnett Limited w 1947, łącząc go z modelami motocykli Jamesa w 1957. Połączona firma działała do 1966.

## Galeria

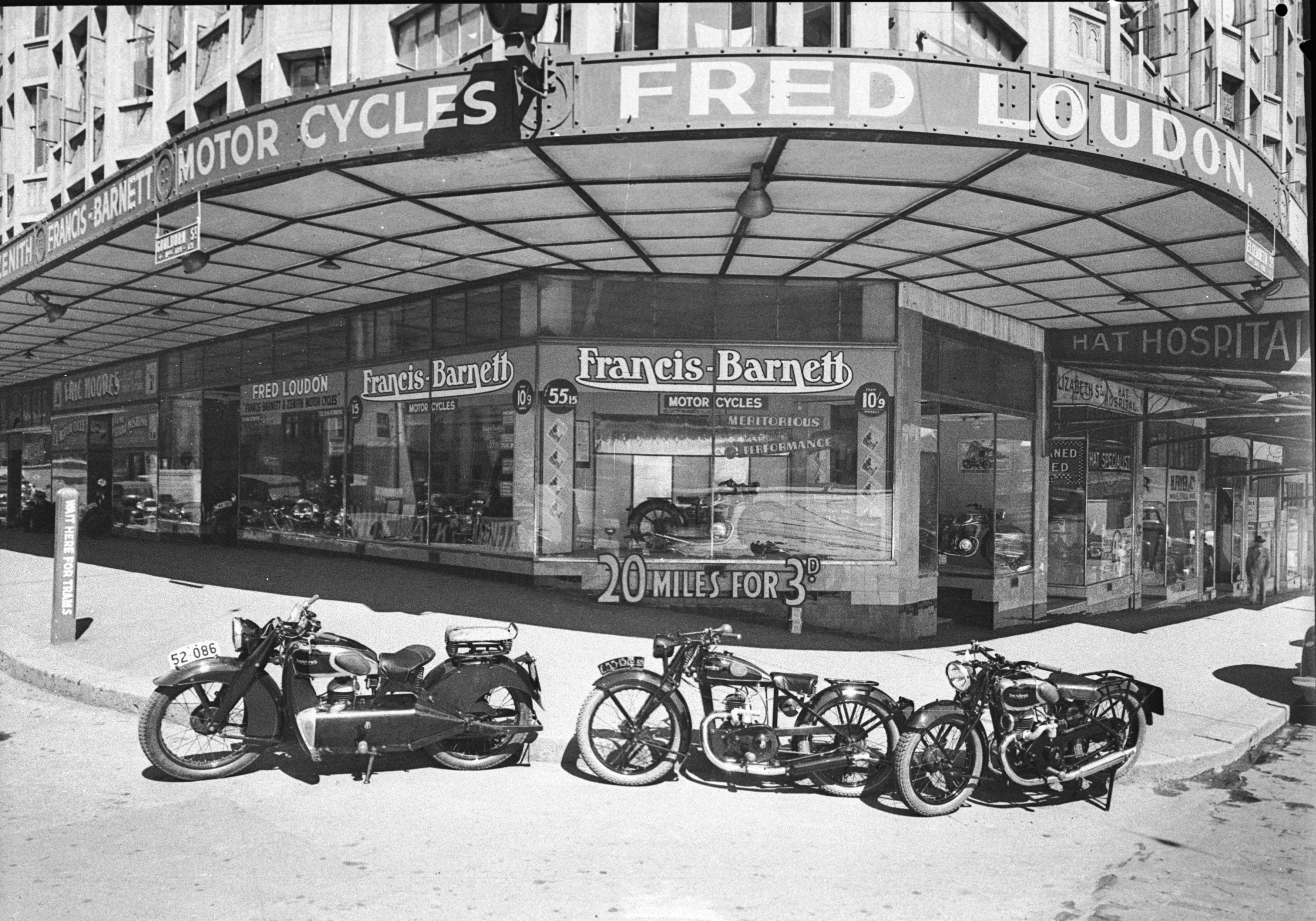
Jeden z salonów sprzedaży motocykli firmy Francis-Barnett
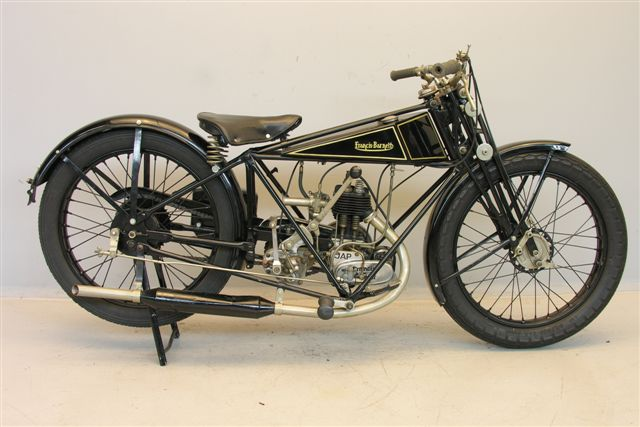
Francis-Barnett 175 cm³ (1926)
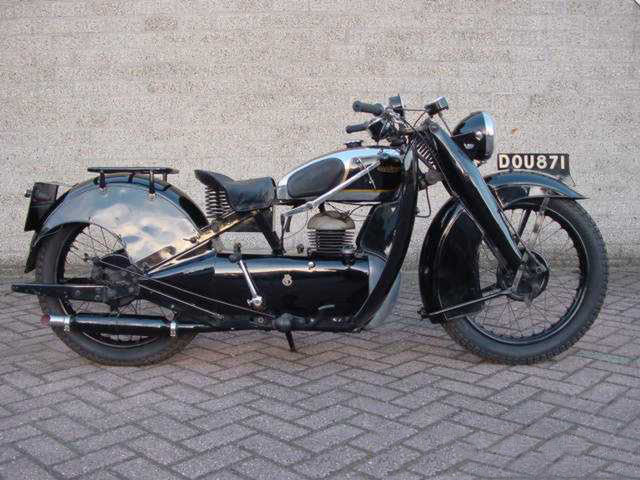
Francis-Barnett K 39 Cruiser (1940)
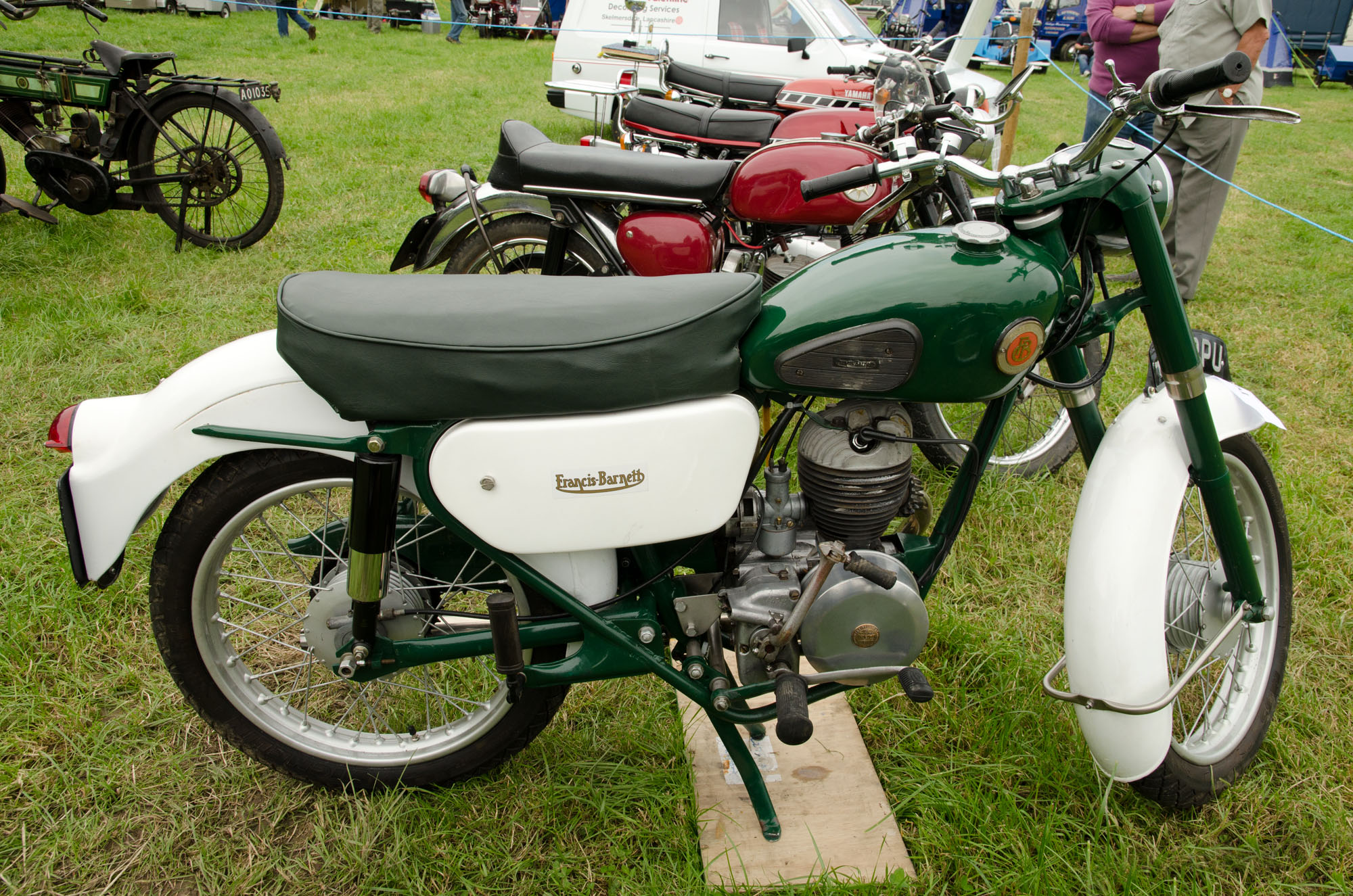
Francis-Barnett Falcon Model 81 200 cm³ (1959)
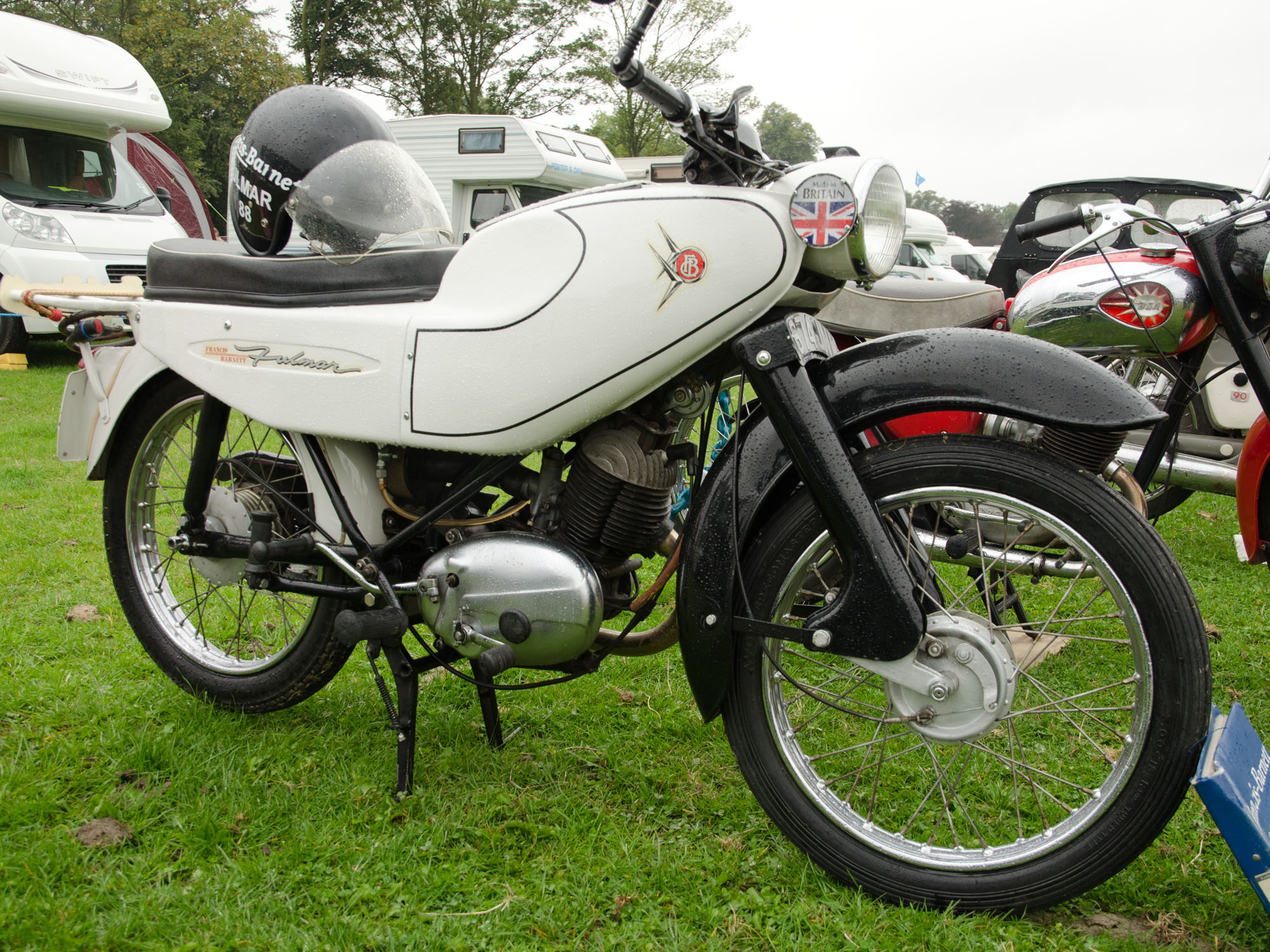
Francis-Barnett Fulmar 88 (1964)